# Tomakomai
Tomakomai (苫小牧市?, Tomakomai-shi) è una città giapponese della prefettura di Hokkaidō ed è la più popolosa, con i suoi 173 504 abitanti, della Sottoprefettura di Iburi di cui fa parte.
Fu fondata il 1º aprile 1948.

## Infrastrutture e trasporti
La città è servita dall'Aeroporto di Chitose.